# Béatrice Dalle
Béatrice Dalle, rodným jménem Béatrice Françoise Odona Cabarrou, (* 19. prosince 1964 Brest) je francouzská herečka. Svou první velkou roli ve filmu 37,2 po ránu dostala v roce 1988. Za tuto roli byla nominována na Césara. Později hrála v řadě dalších filmů v hlavních i vedlejších rolích. Vystupovala také v několika televizních seriálech i v divadle (ve hrách režírovaných Davidem Bobéem). V roce 1991 hrála ve videoklipu „Move to Memphis“ norské skupiny A-ha.

## Soukromý život
Ve čtrnácti letech odešla od rodičů. Dlouhodobě měla problémy s drogami. V devadesátých letech byla usvědčena za držení kokainu a heroinu, což mělo mimo jiné za následek její nevpuštění do Spojených států amerických, kde měla pracovat na filmu The Blackout. V letech 1985 až 1988 byl jejím manželem malíř Jean-François Dalle. Jeho příjmení používala i po rozvodu. Dalle spáchal tři měsíce po rozvodu sebevraždu. V letech 2005 až 2014 byla vdaná za Guénaëla Mezianiho. Toho potkala ve vězení, kde zrovna natáčela film, a kde on byl uvězněn za znásilnění. Předtím chodila s rapperem Joeyem Starrem.

## Filmografie

### Filmy
- 37,2 po ránu (1986)
- On a volé Charlie Spencer! (1986)
- La Visione del Sabba (1988)
- Chimère (1989)
- Les Bois noirs (1989)
- La vengeance d'une femme (1990)
- Noc na Zemi (1991)
- Krásný příběh (1992)
- La Fille de l'air (1992)
- Nechce se mi spát (1994)
- À la folie (1994)
- Désiré (1996)
- Clubbed to Death (Lola) (1996)
- The Blackout (1997)
- Al límite (1997)
- Toni (1999)
- La Vérité vraie (2000)
- Miluji tě k sežrání (2001)
- H Story (2001)
- Les Oreilles sur le dos (2002)
- 17 fois Cécile Cassard (2002)
- Čas vlků (2003)
- Tamala 2010: A Punk Cat in Space (2003; hlas)
- L'Intrus (2004)
- Process (2004)
- Život je peklo (2004)
- La porte du soleil (2004)
- Vendetta (2004)
- V tvých snech (2005)
- Tête d'or (2006)
- Uvnitř (2007)
- Truands (2007)
- New Wave (2008)
- Les Bureaux de Dieu (2008)
- Domaine (2009)
- De l'encre (2010)
- Livide (2011)
- Jimmy Rivière (2011)
- Notre paradis (2011)
- Bye Bye Blondie (2012)
- Punk (2012)
- L'étoile du jour (2012)
- Meine Schwestern (2013)
- Les rencontres d'après minuit (2013)
- Le Renard Jaune (2013)
- Rosenn (2014)
- Aux yeux des vivants (2014)
- Chacun sa vie (2017)
- Šťastný princ (2018)
- Bonhomme (2018)
- Lux Æterna (2019)
- Adoration (2019)
- La vertu des impondérables (2019)
- Kimono dans l'Ambulance (2019)
- L'amour c'est mieux que la vie (2022)
- The Lake (2022)

### Seriály
- Myster Mocky présente (2013, jedna epizoda)
- Malaterra (2015, více epizod)
- Dix pour cent (2018, jedna epizoda)
- A l'intérieur (2018–2019, více epizod)
- Capitaine Marleau (2021, jedna epizoda)
- Fils de, la série (2021)